# Cola umbratilis
Espèce
Classification phylogénétique
Statut de conservation UICN

 VU  : Vulnérable
Cola umbratilis est une espèce de plante du genre Cola de la famille des Sterculiaceae selon la classification classique ou de la famille des Malvaceae selon la classification phylogénétique.